# José Granda (Metro de Lima y Callao)
José Granda es el nombre asignado a la novena futura estación de la línea 3 del Metro de Lima y Callao en Perú. Será construida de manera subterránea en el distrito de San Martín de Porres, en la avenida con el mismo nombre.